# Гре-Нал
Гре-Нал (на португалски Gre-Nal) е името на дербито между футболните отбори Гремио и Интернасионал от бразилския град Порто Алегре. Това название е съставено от съответно първите и последните три букви от имената на отборите.
Това дерби е едно от най-ожесточените в бразилския футбол, а мачовете изобилстват от емоции, оспорваност, а понякога и насилие. Огромна част от жителите не само на щата Рио Гранде до Сул, но и на разположените северно Санта Катарина и Парана се идентифицират с един от двата отбора в резултат на семейни, културни, социални и демографски фактори. Така например Гремио, основан през 1903 г. от германски имигранти, до 50-те години на 20 век не използва играчи, които не са от германски произход. Интернасионал е основан от италиански, испански и португалски имигранти и много по-рано започва да картотекира чернокожи играчи или мулати – това е и причината един от прякорите на отбора да е Отбора на народа. Принадлежността към един от отборите се определя и от успехите им – през 70-те Интернасионал записва едни от най-големите си успехи и много младежи започват да му симпатизират, същото, но с Гремио се случва през 80-те и 90-те години.
Първото дерби Гре-Нал се състои на 18 юли 1909 г. – 10:0 за Гремио, най-голямата победа в дербито. За Интернасионал най-изразителната победа е със 7:0 на 17 септември 1948 г.
|      | Мачове | 0Гремио0 | Равенства | Интернасионал |
| Общо | 373    | 118      | 117       | 138           |

1. ↑  classicoeclassico.sites.uol.com.br